# Erromintxela
 (septembre 2015).
Si vous disposez d'ouvrages ou d'articles de référence ou si vous connaissez des sites web de qualité traitant du thème abordé ici, merci de compléter l'article en donnant les références utiles à sa vérifiabilité et en les liant à la section « Notes et références ».
L'erromintxela est la langue des gitans du Pays basque (buhameak ou ijitoak). C'est une langue mixte formée à partir du romani et du basque.

## Autres noms
L'erromintxela, dont l'autonyme est aussi erromintxela, est également appelé basque caló, basque romani, caló vasco, errumantxela, euskado-romani, euskado-rromani en France et basque caló, basque romani, caló vasco, errominchela en Espagne.

## Utilisation
Il est parlé par environ un millier de personnes, répartis également entre la France et l'Espagne, mais ses locuteurs passent au français et à l'espagnol suivant leur lieu de résidence, et il est de ce fait classé comme langue moribonde par Ethnologue, Languages of the World.
Le groupe ethnique le parlant est aussi appelé « Erromintxela » et vit dans les provinces de Biscaye, Guipuscoa et de Navarre (en Espagne), et en Labourd et les zones montagneuses de la Soule (en France).[réf. nécessaire] En 2013, on estime qu'à peu près 1 000 personnes parlent l'erromintxela.

## Histoire
L'étude de ce dialecte romaní a commencé en 1885. En 1921 Berraondo et Oyarbide l'ont étudié.
Actuellement on a effectué différentes études linguistiques sur l'erromintxela, dont celle de l'association basco-gitane « Kale dor Kayiko ».

## Lexique
- Mère : batia
- Père : batoa
- Tête : keroa
- Main : basta
- Pied : pindrua
- Prénom : txipa
- Maison : kera
- Magasin : mertxa
- Grand : baroa
- Petit : txinoa
- Joli : pukerra
- Bon : latxoa
- Eau : pañia
- Lait : xuta
- Vin : mola
- Caca : fula
- Chien/Policier : txukela
- Chat : txitxaia
- Travailler : kurratu
- Demander : mangatu
- Aimer : piratu
- Boire : piautu
- Aller : najel egin
- Voir : dikelatu
- Faire : kerau